# Štěpán Šlik
Štěpán Šlik z Holíče a Pasounu (1487 Ostrov – 1526 v bitvě u Moháče) byl český šlechtic z rodu Schliků (Šliků).

## Život
Roku 1516 převzal jako nejstarší syn po smrti svého otce správu nad ostrovským panstvím. Založil město Jáchymov s doly na stříbro a nechal se souhlasem zemského sněmu razit jáchymovské tolary v nové mincovně. Podporoval krále Ludvíka I. Jagellonského a roku 1520 získal pro Jáchymov statut svobodného horního města. Roku 1526 se účastnil bitvy u Moháče, kde v boji s Turky padl.
V roce 1924 mu nechala městská rada v Jáchymově postavit památník.